# BRDM-2
BRDM-2 (ryska: Бронированная Разведывательно-Дозорная Машина БРДМ-2) är ett lättare militärt spaningsfordon utvecklat av Sovjetunionen. Den förekommer i några olika utföranden och kan bland annat vara försedd med pv- eller lv-robotar monterade i stativ på fordonets tak.

## Bildgalleri

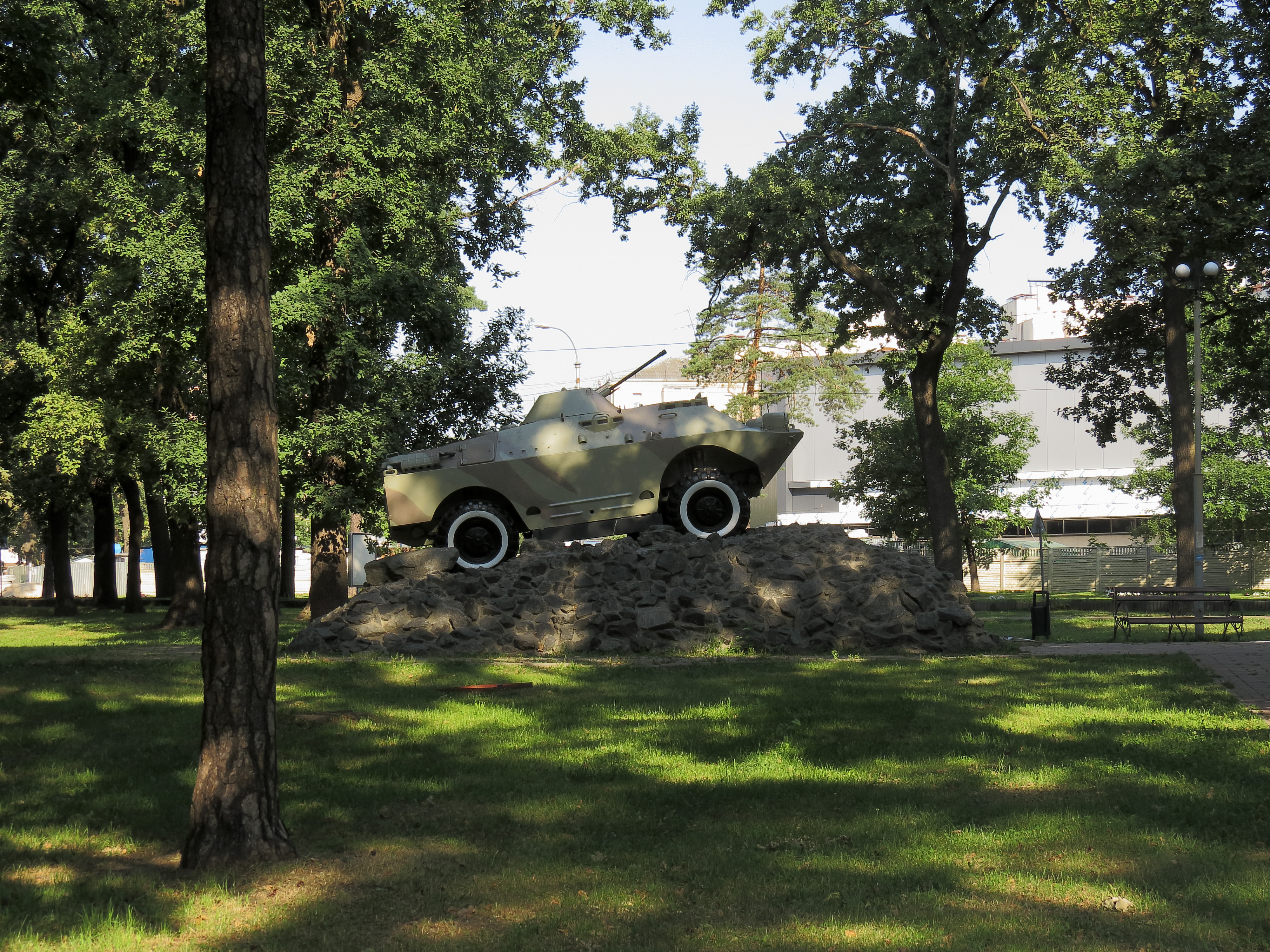
En BRDM-2 som minnesmärke över Afghanistankriget, hörnet av Vokzalna- och Nove Shossegatorna i Bucha i Ukraina
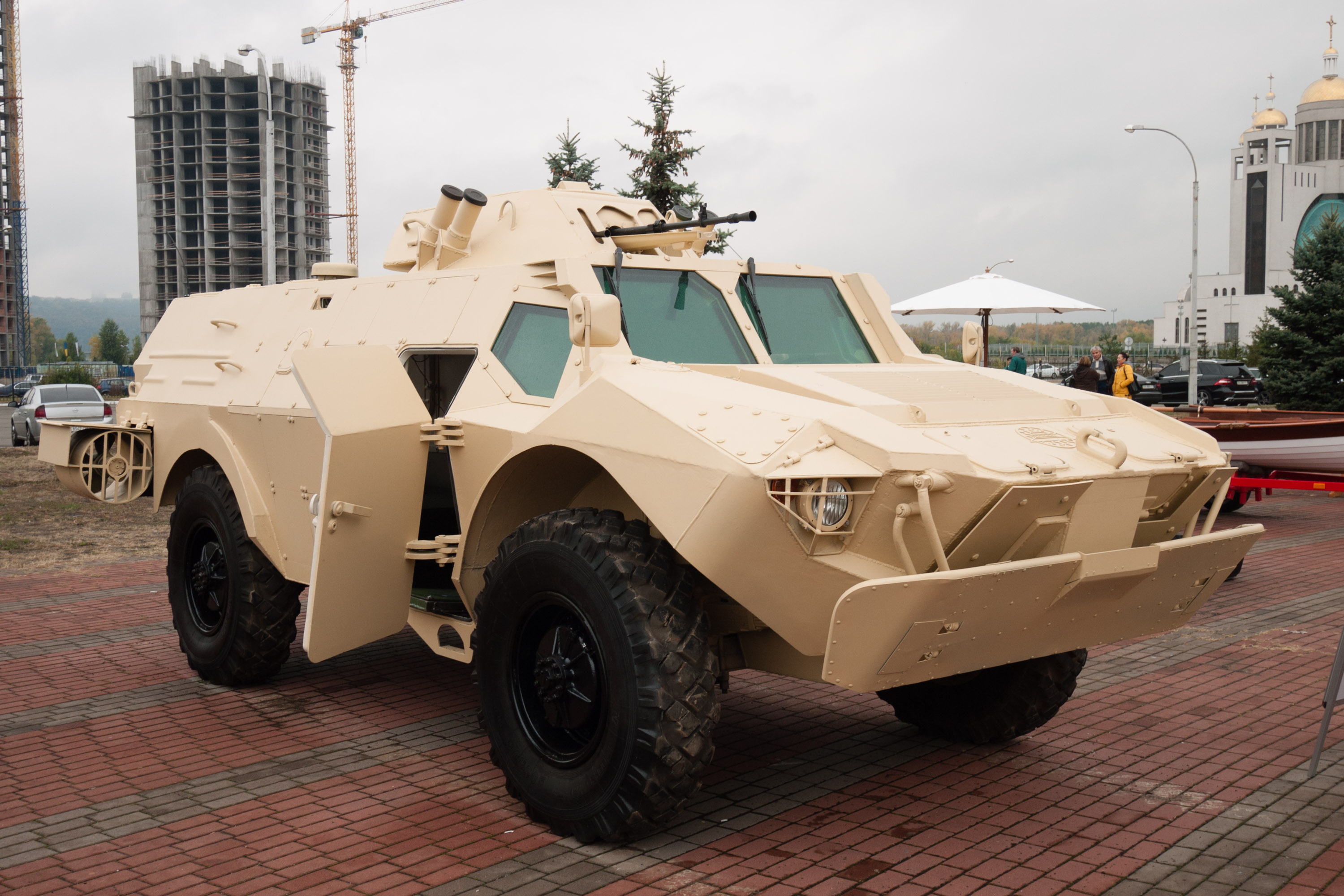
En "Геккон" (Gekko) i Kiev, 2016
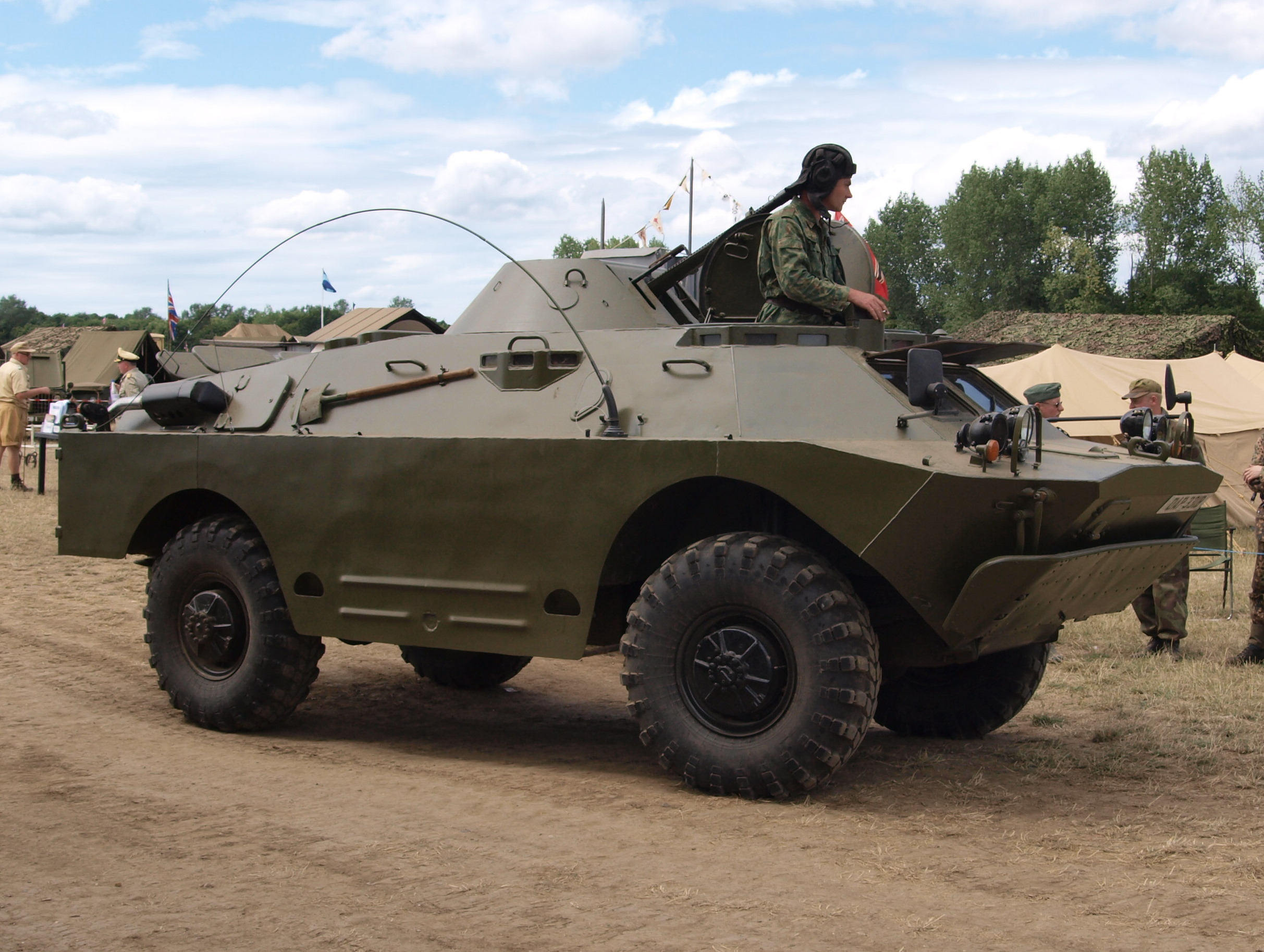
Privatägd BRDM-2 på uppvisning, 2014
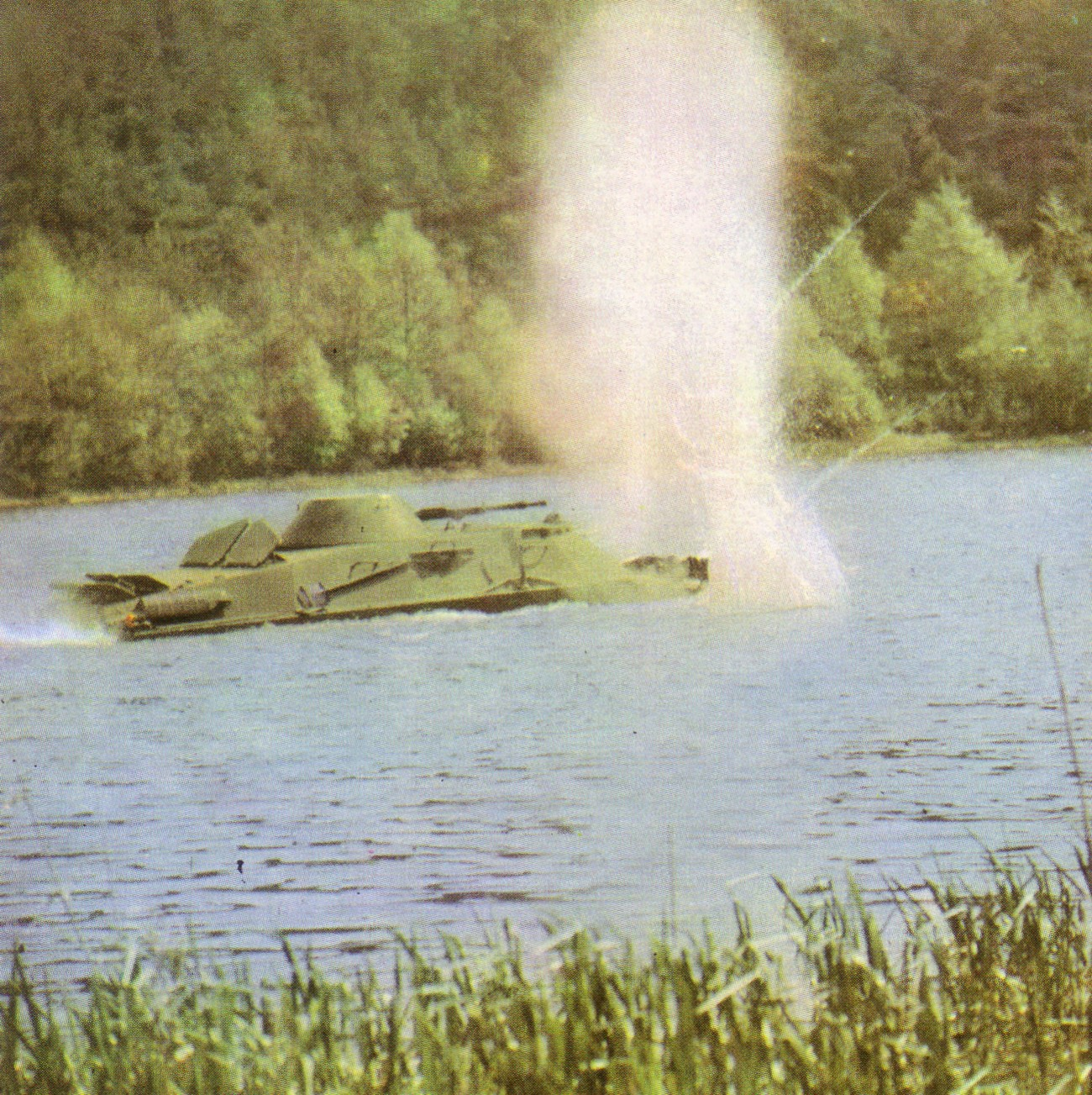
Simmande polsk BRDM-2, 1975